# 20.º governo da Monarquia Constitucional
O 20.º governo da Monarquia Constitucional, também conhecido como a primeira parte do 1.º governo da Regeneração, nomeado a 1 de maio de 1851 e exonerado a 22 de maio de 1851, foi presidido pelo duque de Saldanha. Este governo foi efetuado em ditadura.
A sua constituição era a seguinte:
| Cargo                                                                   | Detentor | Detentor                                      | Período                                 |
| ----------------------------------------------------------------------- | -------- | --------------------------------------------- | --------------------------------------- |
| Presidente do Conselho de Ministros                                     |          | Duque de Saldanha (1790–1876)                 | 1 de maio de 1851 a 22 de maio de 1851  |
| Ministro e Secretário de Estado dos Negócios do Reino                   |          | Duque de Saldanha (1790–1876)                 | 1 de maio de 1851 a 22 de maio de 1851  |
| Ministro e Secretário de Estado dos Negócios do Reino                   |          | Barão da Luz (interino) (1803–1865)           | 1 de maio de 1851 a 17 de maio de 1851  |
| Ministro e Secretário de Estado dos Negócios Eclesiásticos e de Justiça |          | Marino Miguel Franzini (interino) (1779–1861) | 1 de maio de 1851 a 22 de maio de 1851  |
| Ministro e Secretário de Estado dos Negócios da Fazenda                 |          | Marino Miguel Franzini (interino) (1779–1861) | 1 de maio de 1851 a 22 de maio de 1851  |
| Ministro e Secretário de Estado dos Negócios da Guerra                  |          | Barão de Francos (interino) (1795–1857)       | 1 de maio de 1851 a 17 de maio de 1851  |
| Ministro e Secretário de Estado dos Negócios da Guerra                  |          | Duque de Saldanha (interino) (1790–1876)      | 17 de maio de 1851 a 22 de maio de 1851 |
| Ministro e Secretário de Estado dos Negócios da Marinha e Ultramar      |          | Barão de Francos (interino) (1795–1857)       | 1 de maio de 1851 a 17 de maio de 1851  |
| Ministro e Secretário de Estado dos Negócios da Marinha e Ultramar      |          | Barão da Luz (interino) (1803–1865)           | 17 de maio de 1851 a 22 de maio de 1851 |
| Ministro e Secretário de Estado dos Negócios Estrangeiros               |          | Barão da Luz (interino) (1803–1865)           | 1 de maio de 1851 a 22 de maio de 1851  |